# محوطه میدان تیر
محوطه میدان تیر مربوط به دوران‌های تاریخی پس از اسلام است و در شهرستان اسلام‌آباد غرب، بخش مرکزی، غرب شهر اسلام آْباد، ۸۰۰ متری شرق جاده اسلام‌آباد به گیلانغرب واقع شده و این اثر در تاریخ ۱۴ اسفند ۱۳۸۵ با شمارهٔ ثبت ۱۷۸۴۲ به‌عنوان یکی از آثار ملی ایران به ثبت رسیده است.